# Room a Thousand Years Wide
«Room a Thousand Years Wide» es el primer sencillo extraído del álbum Badmotorfinger de Soundgarden. Es también el primer sencillo en el famoso sello Sub Pop, ya que Badmotorfinger fue el único álbum que salió a la venta en esta compañía. La canción es una de las pocas compuestas sin ayuda alguna de Chris Cornell, siendo escrita por Kim Thayil y Matt Cameron. Es el primer sencillo en el que participa el bajista Ben Shepherd.

## Lista de canciones
1. «Room a Thousand Years Wide» (Cameron; Thayil)
2. «HIV Baby» (Shepherd; Cornell)